# Felipe Garcia
Felipe Garcia est un footballeur brésilien né le 6 novembre 1990 à Porto Alegre. Il évolue au poste d'attaquant.

## Biographie
Felipe Garcia joue au Brésil, au Danemark et au Japon.
Il marque huit buts en deuxième division danoise lors de la saison 2009-2010.
Il inscrit ensuite 13 buts en deuxième division brésilienne en 2016.

## Palmarès
- Vainqueur du Campeonato Gaúcho (D2) en 2012 avec Aimoré
- Vainqueur de la Recopa Gaúcha en 2014 avec Pelotas